# Gladys Frazin

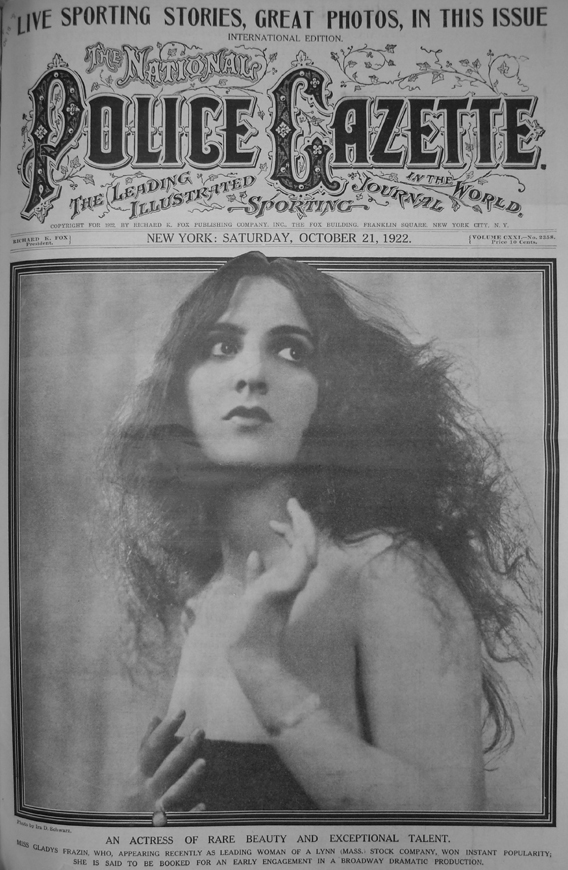
Gladys Frazin auf der Titelseite der National Police Gazette vom 21. Oktober 1922

Gladys Frazin, auch Gladys Frazin Banks (* 21. Juni 1900 in Chicago, Illinois; † 9. März 1939 in Manhattan, New York) war eine US-amerikanische Film- und Theaterschauspielerin.

## Leben und Wirken
Gladys Frazin war eines von vier Kindern von Louis und Sallye Frazin (geb. Gelder). Sie war viermal verheiratet: Mit 17 Jahren heiratete sie am 17. September 1917 Leo Lowenstein, einen New Yorker Geschäftsmann, mit dem sie ihr einziges Kind, Montague „Leo“ Lowenstein, Jr. (1920–2003) hatte. Die Ehe wurde 1921 geschieden. Ihre am 13. Dezember 1924 geschlossene Ehe mit Harris Augustine Gilmore hielt nur wenige Monate, die Ehe mit dem fast zwanzig Jahre älteren Antiquitätenhändler Richard W. Lehne vom 10. April 1929 sogar nur einen Monat. Ihre vierte und letzte Ehe schloss sie am 20. September 1929 mit dem Komiker Monty Banks, den sie in London kennengelernt hatte. Die Ehe wurde 1932 auf sein Betreiben geschieden.
Sie spielte Theater, vor allem am Broadway, aber auch in London, und soll 1924 sogar an der Comédie-Française aufgetreten sein. Zu ihren großen Theaterrollen gehören Auftritte in den Broadwaystücken The Marked Woman, The Whole Town’s talking, Antonio und White Cargo. In London spielte sie in den Stücken The Trial of Mary Dugan, The Woman in Room 13, On the Spot und Marriage Is No Joke.
Ihre große Zeit als Filmschauspielerin war die Stummfilmzeit und der frühe Tonfilm. Insgesamt hat sie jedoch nur 9 Filme gedreht, teils in den Vereinigten Staaten, teils in England. Die bekanntesten Schauspieler, mit denen sie drehte, waren Lou Tellegen und ihr Ehemann Monty Banks. In ihrem letzten Film ist auch die ungarische Schauspielerin Marika Rökk als Tänzerin zu sehen.
Am 9. März 1939 beging die unter Depressionen leidende Schauspielerin, die bereits 1932 einen Nervenzusammenbruch erlitten hatte, mit 38 Jahren Suizid, indem sie sich aus einem Fenster der im sechsten Stock gelegenen Wohnung ihrer Eltern in New York stürzte.

## Filmografie
- 1924: Let Not Man Put Asunder
- 1927: The Winning Oar
- 1928: The Blue Peter
- 1928: Inspiration
- 1928: Spangles
- 1929: The Return of the Rat
- 1930: The Compulsory Husband (deutscher Titel: Liebestoll)
- 1931: The Other Woman
- 1932: Kiss Me, Sergeant